# Шериф Ісмаїл
Ісмаїл Шериф (араб. شريف إسماعيل; 6 липня 1955 — 4 лютого 2023) — єгипетський політичний діяч, міністр з видобутку нафти, прем'єр-міністр Єгипту 19 вересня 2015 року — 6 червня 2018 року.

## Життєпис
Народився 6 липня 1955 року. 1978 року закінчив факультет механіки університету Айн-Шамс зі ступенем бакалавра інженерії.
Пропрацювавши деякий час в компанії «Mobil», 1979 року перейшов до державної нафтохімічної та газової компанії «Enppi». Почавши з простого інженера, згодом він став членом ради директорів і генеральним директором з технічних питань тієї компанії. З 2000 до 2005 року займав пост заступника міністра нафти з нафтогазових операціях. Пізніше був виконавчим заступником голови, а потім головою Єгипетської нафтохімічної холдингової компанії (ECHEM), створеної 2002 року. 2005 року був призначений головою Єгипетської холдингової компанії природного газу (EGAS), пізніше — керуючим директором Нафтової холдингової компанії Гануб Ель-Ваді (GANOPE), а 2007 року — її головою. На тих посадах він налагодив експорт газу до Йорданії, Ізраїлю та Іспанії, вважаючи це прибутковою справою, що приносить до країни валюту. При цьому, 2005 року уряд погодився експортувати газ до Ізраїлю за цінами нижче середніх міжнародних, в результаті чого країна втратила мільйони, й після розслідування 2012 році міністр нафти Самех Фахмі і найкращий друг поваленого президента Хосні Мубарака Хусейн Салем були засуджені до 15 років в'язниці за розкрадання державних коштів, в чому свідчення Ісмаїла відіграли важливу роль. 2013 року він залишив усі посади.

### Міністр з видобутку нафти
Після військового перевороту і повалення президента Мухаммеда Мурсі, 16 липня 2013 прем'єр-міністр Хазем аль-Баблауї у новому уряді призначив Ісмаїла на посаду міністра нафти, замість Шерифа Хадара. У першій заяві після присяги він позначив пріоритети промисловості Єгипту, які полягають у максимальному задоволенні внутрішніх потреб ринку нафтопродуктів і природного газу шляхом збільшення темпів виробництва з відкритих родовищ, заохочення іноземних партнерів та інвестицій, прискорення процесів розвитку і поглиблення науково-дослідної діяльності. Того ж дня Ісмаїл пообіцяв закінчити роботу над заходами щодо забезпечення Єгипту паливом і бензином на найближчі три місяці, а між Каїром і Триполі було укладено угоду про щомісячні постачання мільйонів барелів лівійської нафти.
Після несподіваної відставки Баблауї, Ісмаїл зберіг свою посаду у першому, другому та третьому кабінетах прем'єр-міністра Ібрагіма Махляба. За міністра Ісмаїла уряд підвищив ціни на паливо на 78 відсотків, щоб урізати субсидії в рамках ширшого плану зі скорочення дефіциту бюджету з 12 до 10 % ВВП у 2013/2014 фінансовому році, а італійська компанія «Eni» оголосила про відкриття найбільшого у Середземному морі родовища розміром близько 100 км² та об'ємом у 30 кубічних футів природного газу біля північного узбережжя Єгипту. Під час візиту членів уряду до Італії, 24 липня 2015 були підписані вісім угод про співпрацю у сфері енергетики на суму 8 млрд 488 млн доларів, включаючи договір, що доповнює рамковий документ про спільну розробку розвіданого «Eni» великого газового родовища в офшорній зоні дельти Нілу з метою збільшення потужності газової станції Абу-Маді, а також протокол, що передбачає реалізацію капіталовкладень на суму 5 млрд доларів у майбутні чотири роки для видобутку 200 млн барелів нафти і близько 37 млрд кубометрів газу. Паралельно Ісмаїл зазначив, що на розробку даного родовища під назвою «Шурук» піде чотири роки, при тому, що виявлення такого розміру запасів природного газу не позначиться на перемовинах про закупівлю цього ресурсу в Ізраїлі. Також був підписаний контракт з британською компанією «BP» на суму 12 мільярдів доларів на розробку нещодавно відкритих покладів нафти і газу в долині Нілу, а з урядом Кіпру було досягнуто домовленості про постачання на єгипетські заводи прямим трубопроводом природного газу, що видобувається на родовищі «Афродіта», як для задоволення внутрішніх потреб, так і для можливого реекспорту до інших країн. Крім цього, була досягнута домовленість з російською компанією «Газпром» щодо постачання до Єгипту 35 партій скрапленого природного газу у 2015—2019 роках в рамках довгострокового партнерства, паралельно з тим, що друга за величиною російська нафтова компанія «Лукойл» наростила видобуток до 16 %.

### Прем'єр-міністр Єгипту
12 вересня 2015 Махляб оголосив про відставку уряду, прийняту президентом Абдель Фаттахом Ас-Сісі, який попросив його продовжувати виконувати свої обов'язки до формування нового кабінету міністрів, дорученого Шерифу Ісмаїлу. 19 вересня Ісмаїл перед президентом Ас-Сісі привів до присяги уряд, що складається з 33 міністрів, 16 з яких є новими, але не зайняли жодну з ключових посад. На посаді міністра нафти Ісмаїла замінив Тарік аль-Мулла. Новий уряд було сформовано за кілька місяців до довгоочікуваних парламентських виборів, якому належить винести рішення по вотуму довіри політичному й економічному курсу кабінету.

## Приватне життя
Одружений, має двох дітей.. Вважається технократом, що уникає уваги журналістів, не має історії членства в політичних партіях.